# Karabin Gew88
Gewehr 88 (skr. Gew88; pot. Kommisionsgewehr) – niemiecki karabin powtarzalny z końca XIX wieku. Podstawowy karabin Armii Cesarstwa Niemieckiego w latach 1888 - 1898. Użytkowany do końca I wojny światowej.
W polskiej literaturze karabin ten często występuje pod niepoprawną nazwą Mannlicher-Mauser, mimo że w pracach nad tą bronią nie brał udziału ani Ferdinand Mannlicher, ani Paul Mauser. Nazwa ta została pierwszy raz użyta w roku 1920 przez mjr. Zygmunta Hartleba, a potem rozpowszechniona przez płk. Tadeusza Felsztyna.

## Historia
W 1886 roku do uzbrojenia armii francuskiej przyjęto karabin Lebel Mle 1886. Był to pierwszy karabin zasilany amunicją elaborowaną prochem bezdymnym. Zastosowanie nowego rodzaju prochu zapoczątkowało rewolucję w dziedzinie broni palnej. Do jego najistotniejszych zalet należały: znacznie większa efektywność, dużo mniejsza liczba osadów zanieczyszczających broń, jak i znikoma ilość powstającego przy wystrzale dymu. Pociski wystrzeliwane za pomocą prochu bezdymnego osiągały znacznie większe prędkości, przez co ich zasięg był większy, a tor lotu bardziej płaski, co bardzo ułatwiało prowadzenie celnego ognia. 
Wobec tych faktów użytkowany dotychczas w armii niemieckiej czarnoprochowy karabin Mauser Gewehr 71/84 stał się z dnia na dzień konstrukcją przestarzałą. Dlatego też GPK (Gewehrprüfungskomission – pol. Komisja Doświadczalna Broni Piechoty) zainicjowała prace nad nowym karabinem, który zasilany byłby nowym rodzajem amunicji elaborowanej prochem bezdymnym. Początkowo planowano zmodernizować Gewehr 71/84 i stosowaną w nim amunicję (11 × 60 mm R) poprzez zmianę materiału miotającego oraz zmniejszenie kalibru z 11 mm do ok. 7–8 mm. Szybko jednak uznano, że powstała w ten sposób broń nie będzie konstrukcją perspektywiczną.
Prace rozpoczęto więc od początku. Nowy karabin i nabój miały zostać opracowane z wykorzystaniem rozwiązań najlepszych konstrukcji europejskich. Nowo zaprojektowany nabój 7,9 × 57 mm J był jednym z pierwszych naboi karabinowych bez kryzy wystającej. Dzięki czemu możliwe było uproszczenie budowy magazynka. W nowym karabinie zastosowano stały magazynek pudełkowy ładowany przy pomocy 5-nabojowych ładowników (rozwiązanie zaadaptowane z austro-węgierskiego karabinu Mannlicher M1886). Zamek został zaprojektowany przez pracownika rządowego arsenału w Spandau Louisa Schlegelmilcha, a kształt i skok gwintu lufy skopiowano z karabinu Lebel Mle 1886.

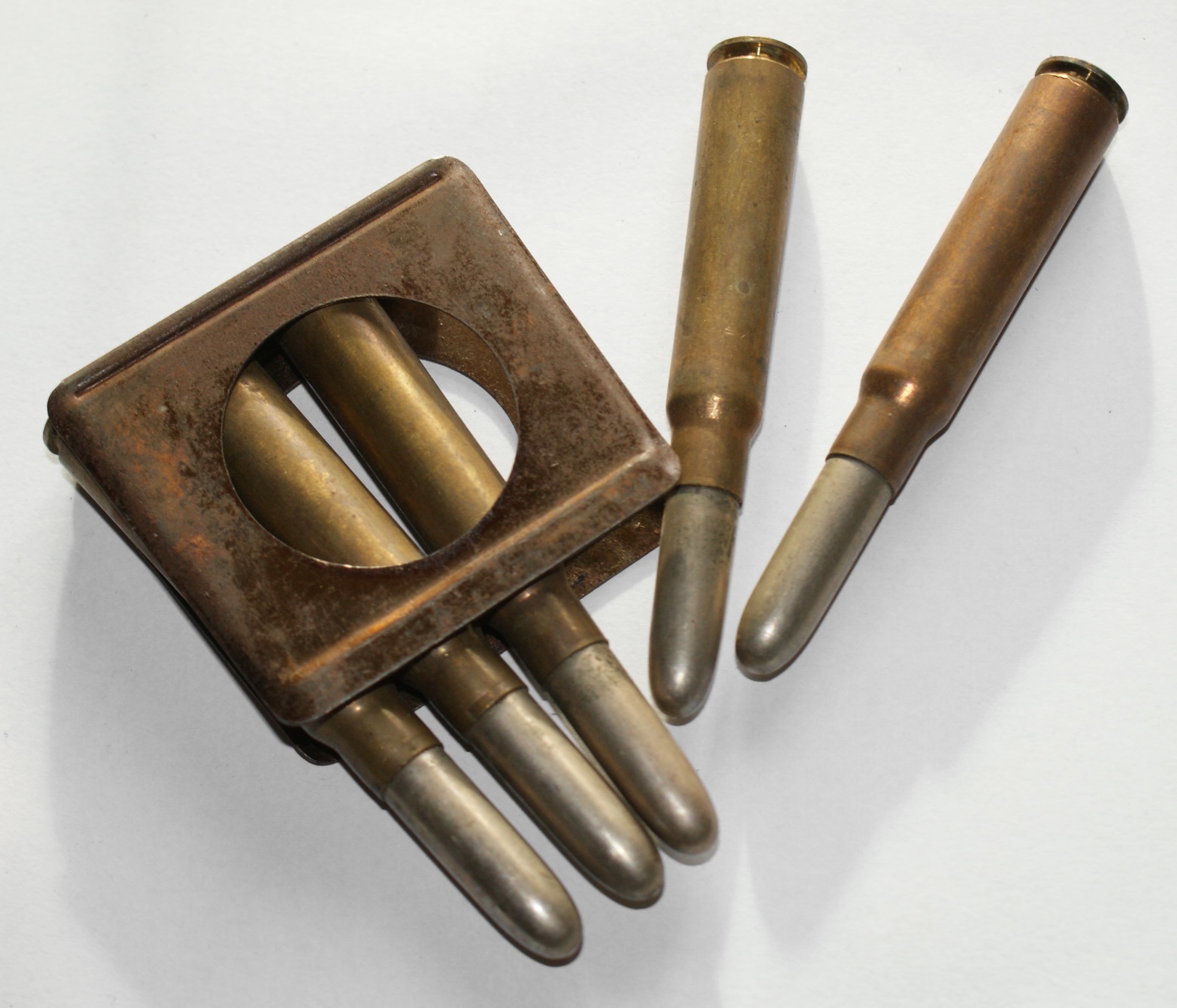
Naboje z ładownikiem

Próby nowego karabinu zakończono w listopadzie 1888 roku, po czym GPK zaleciło natychmiastowe przyjęcie karabinu do uzbrojenia. 12 listopada 1888 roku cesarz Wilhelm II Hohenzollern podpisał rozkaz o przyjęciu karabinu do uzbrojenia jako Gewehr 88. Jednocześnie do uzbrojenia przyjęto jego skróconą wersję – karabinek Karabiner 88.
Pierwsze seryjnie wyprodukowane egzemplarze Gewehr 88 zostały dostarczone armii wiosną 1889 roku. Produkowano je w arsenałach królewskich: pruskich w Gdańsku (Królewska Fabryka Karabinów), Erfurcie i Spandau (łącznie 450 000 egz.) oraz bawarskim w Amberg (425 000 egz.). Produkcję uruchomiono również w prywatnych firmach: Ludwig Loewe (425 000 egz.), Haenel (100 000 egz.) oraz austro-węgierskich zakładach Österreichische Waffenfabriksgesellschaft (Œ.W.G.) (306 000 egz.). Do sierpnia 1890 wszystkie pierwszoliniowe jednostki armii Królestwa Prus, Królestwa Saksonii i Wirtembergii zostały przezbrojone w nową broń.
Wkrótce po dostarczeniu pierwszych karabinów pojawiły się jednak problemy. Częstym uszkodzeniom ulegały zamki, podczas strzału pękały szyjki łusek, a podczas przeładowywania dochodziło do zacięć. Powszechnie zarzucano GPK, że przy konstruowaniu nowego karabinu nie wykorzystano doświadczenia konstruktorów firmy Mauser. Szczególnie agresywnie atakowana była firma Ludwig Loewe producent zarówno części karabinów, jak i prochu bezdymnego, którym elaborowano amunicję. Zarzucano jej, że przekupiła rządowych kontrolerów i sprzedała niespełniającą norm broń. Wykorzystując fakt, że członkowie rodziny Loewe byli Żydami antysemicka prasa określiła Gewehr 88 jako Judenflinte.
Prawdziwą przyczyną problemów był jednak pośpiech z jakim konstruowano nowy karabin i opracowywano technologię produkcji prochu bezdymnego. W rezultacie gwint lufy był źle dobrany, a produkowana amunicja nie miała powtarzalnych parametrów (różne było ciśnienie maksymalne gazów prochowych podczas wystrzału). Dzięki przekonstruowaniu i wzmocnieniu komory nabojowej wyeliminowano problemy z rozrywaniem łusek podczas wystrzału, zmiana konstrukcji zamka zapobiegła zacięciom podczas przeładowywania. Zwiększenie głębokości bruzd gwintu lufy i zwiększenie kontroli jakości podczas produkcji prochu zmniejszyło ryzyko uszkodzenia karabinu podczas strzału.
Poza armią niemiecką karabinów Gewehr 88 używano w Chinach, Turcji, Brazylii, Peru i Ekwadorze. Pierwszy raz zostały użyte bojowo podczas wojny chińsko-japońskiej (1894–1895) i powstania bokserów (1899–1901) (gdzie używane były zarówno przez powstańców, jak i oddziały niemieckie).
Użycie bojowe udowodniło, że pomimo pewnych wad (często ulegająca uszkodzeniom rurowa osłona lufy) Gewehr 88 nie jest bronią złą. Okazał się zdecydowanie lepszy od japońskich karabinów Murata Typ 22, a jego konstrukcja stała się podstawą do opracowania pierwszego japońskiego karabinu strzelającego amunicją elaborowaną prochem bezdymnym – Arisaka Typ 30. Na Gewehr 88 wzorował się także Salvatore Carcano konstruując swój Carcano M1891. Kłopoty z Gewehr 88 pierwszych serii spowodowały jednak, że karabin ten nigdy nie odzyskał już dobrej opinii. Od 1898 roku rozpoczęto proces przezbrajania armii niemieckiej w nowe znacznie bardziej udane karabiny Mauser Gewehr 98, jednak ze względu na niedostatki broni Gewehr 88 był powszechnie używany w armii niemieckiej, jeszcze w czasie I wojny światowej.
W czasie I wojny światowej, w ramach sojuszniczej pomocy, eksportowano je również do Austro-Węgier, gdzie obok zarekwirowanych egzemplarzy produkcji krajowej (przeznaczonych na eksport do Chin), zostały włączone do wyposażenia Armii Austro-Węgier jako M1913.
Karabiny i karabinki wz. 88 były używane także w Wojsku Polskim wkrótce po I wojnie światowej, po czym w trakcie ujednolicania uzbrojenia zostały przesunięte do zapasu mobilizacyjnego. 1600 karabinków trafiło do Straży Leśnej i PKP. Były także używane pod koniec lat 30. przez doświadczalne oddziały spadochroniarzy, z uwagi na ich mniejszą długość i masę od przepisowych karabinków Mausera.

## Wersje

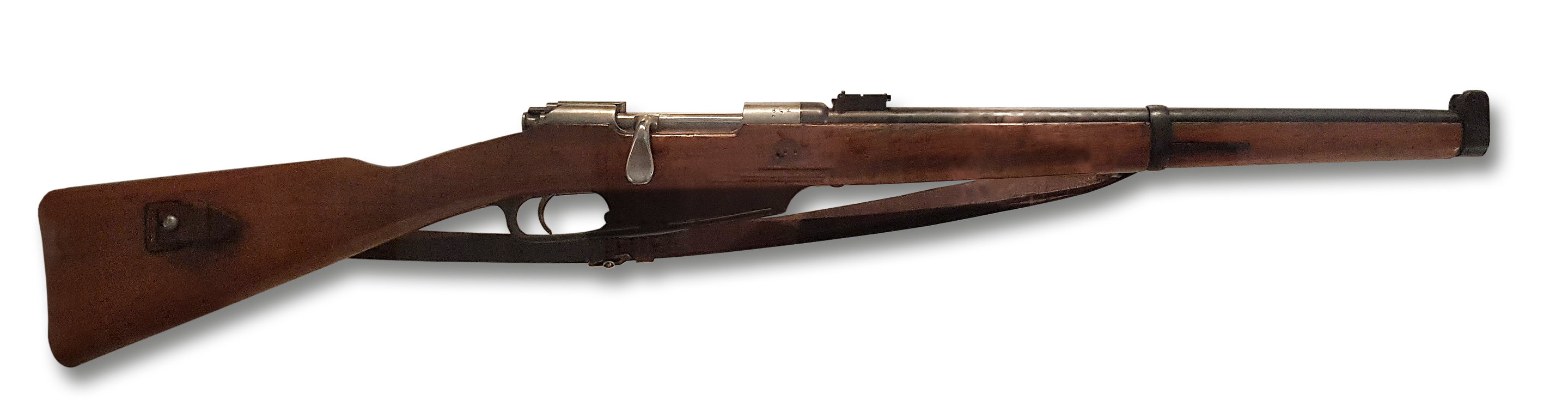
Karabiner 88

- Gewehr 88 – pierwsza wersja, przyjęta na wyposażenie w 1888 roku.
- Karabiner 88 – karabinek, skrócona wersja karabinu piechoty, przeznaczona m.in. dla kawalerii, wojsk inżynieryjnych i obsługi ciężkiego sprzętu.
- Gewehr 88/• – produkowana od stycznia 1891 roku wersja z wzmocnioną lufą.
- Gewehr 88/Z – produkowana od lipca 1896 wersja wyposażona w lufy z gwintem lufy o bruzdach głębokości 0,15 mm (wcześniej 0,10 mm).
- Gewehr 88/S – przebudowane karabiny wyposażone w nowe lufy kalibru 7,92 mm. Nowa lufa umożliwiała zasilanie nową amunicją 7,92 × 57 mm JS. Karabiny tej wersji produkowano od 1903 roku.
- Gewehr 88/05 – wersja Gew 88/S ze zmodyfikowanym magazynkiem. Zamiast ładowników magazynek ładowany był za pomocą łódek nabojowych. Karabiny do tej wersji przebudowywano od 1905 roku w arsenale w Spandau.
- Gewehr 88/14 – wersja Gew 88/S ze zmodyfikowanym magazynkiem. Zamiast ładowników również stosowano w nim łódki nabojowe, ale magazynek miał odmienną konstrukcję niż w Gewehr 88/05.

## Opis

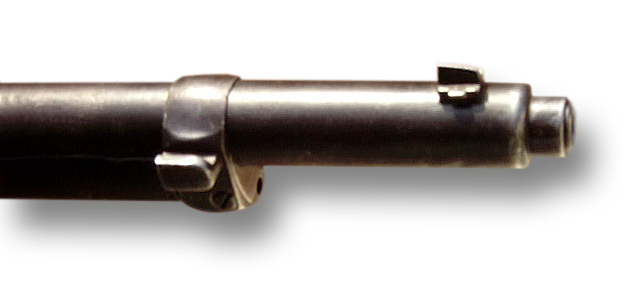
Rurowa osłona lufy

Gewehr 88 był bronią powtarzalną, z zamkiem czterotaktowym. Zamek był wyposażony w dwa rygle (umieszczone za tłokiem zaporowym), pomocniczym ryglem była rączką zamkowa. Karabin wyposażony był w bezpiecznik. Bezpiecznik miał postać skrzydełka znajdującego się w tylnej części zamka. Gewehr 88 był zasilany z 5-nab. stałego, jednorzędowego magazynka pudełkowego ładowanego przy pomocy symetrycznych ładowników, lub łódek nabojowych (w późniejszych wersjach). Gewehr 88 był wyposażony w łoże i kolbę drewniane. Lufa była otoczona rurową osłoną. Gewehr 88 był wyposażony w mechaniczne przyrządy celownicze składające się z celownika ramkowego i muszki (nastawy celownika 250–2050 m).